# Aptoide
Aptoide este un depozit distribuit pentru aplicații mobile care rulează pe sistemul de operare Android. În Aptoide, spre deosebire de Google Play Store, nu există un magazin unic și centralizat si fiecare utilizator gestionează propriul lor magazin. Există 3 versiuni. Aptoide, Aptoide TV (o ediție pentru Televizoarele smart TV și STB-uri) și Aptoide Lite, o versiune cu cerințe scăzute de stocare a versiunii originale Aptoide.
Aplicația Android pentru accesul la magazine este open source, și există mai multe variante, cum ar fi F-Droid. Comunicarea între client și servere se face utilizând un protocol bazat pe XML.
Conceptul este inspirat de managerul de pachete APT, care poate lucra cu mai multe surse (depozite). Atunci când utilizatorul dorește un pachet, ei folosesc clientul pentru a căuta locația unde aplicația este stocata.
Numele Aptoide este format din cuvintele "APT" (managerul de pachete Debian) și "oide" (ultima silabă a "Android").
Acesta este frecvent utilizat pentru a obține aplicații gratuite, în loc de a le cumpăra de pe Google Play Store.

## Istoric
Aptoide început ca o propunere a lui Paulo Trezentos în 2009 la Tabara de Vara Caixa Mágica. Propunerea sa fost acceptată, și mai târziu a devenit ceea ce astăzi este Aptoide. Această primă etapă de implementare a fost mai târziu dezvoltata în timpul SAPO Summerbits.
Ideea din spatele Aptoide a venit din diferite surse. Pe de o parte, cercetarea în  programele de instalare Linux din Proiectul European Mancoosi,, pe de alta proiectul de doctorat a lui Paulo Trezentos și telefonul A5 al Portugal Telecom, proiect în care echipa a participat.
La sfârșitul anului 2010, a fost lansat pe situl Android Bazaar. Bazaar Android oferea posibilitatea pentru utilizatori de a crea propriul lor magazin. În August 2012, brandurile Aptoide și Bazaar Android au fuzionat pentru a permite o mai bună comunicare.
În noiembrie 2011, Aptoide a fost încorporată în Europa.
În luna mai 2015, Aptoide a anunțat că va începe operațiunile sale în Asia , deschizând un birou în Singapore.

### Client Android
Aptoide client permite să căutați, să răsfoiți și să instalați aplicații pe telefoanele Android. Aptoide este disponibilă în 17 limbi.
Pentru a instala Aptoide utilizatorul trebuie sa descarce APK-ul (fișier instalabil) de pe site-ul oficial sau alte surse din Internet. Instalarea nu este disponibila prin intermediul Google Play Store din cauza clauzei de ne-concurență pentru Dezvoltatori a Acordului de Distribuție Google Play. Aceasta este aceeași clauză care blochează aplicația Amazon Appstore să fie disponibila prin intermediul Google Play. Instalarea Aptoide cere utilizatorilor pentru a permite instalarea de la "Surse necunoscute" în setările Android.
După instalarea Aptoide, utilizatorul poate adăuga magazinele (depozite). In afara de cel implicit (Apps), multe altele sunt disponibile din diferite magazine. Atunci când un magazin este adăugat folosind URL-ul de la magazin, Aptoide preia lista de aplicații și o salvează la nivel local. Utilizatorul poate apoi naviga în aplicații sau căuta pe Internet alte magazine.
În iunie 2011, a fost lansat Aptoide Uploader ca o aplicatie "sora" de la aceeasi echipa de dezvoltare. Aptoide Uploader este o aplicație Android, care permite utilizatorilor să încarce la un magazin existent Aptoide.
Aptoide Uploader folosește serviciile web disponibile Aptoide pentru a încărca aplicația.  Fișier APK-ul încărcat este păstrat în magazin utilizator de unde aceștia le pot gestiona.
Pentru utilizatorul care vrea să își facă o copie de rezervă a aplicațiile lor intr-un magazin privat, este recomandabil să se folosească Aptoide Apps Backup, care ține o lista de aplicații ce sunt salvate. Toate aplicațiile în magazine sunt gestionate folosind un backoffice în sit-ul Aptoide.

### Interfețe
Comunicarea între clientul Android și magazin se face folosind un fișier XML numit info.xml. Acest fișier listează aplicațiile din magazin, precum și informații de bază despre fiecare aplicație disponibile. Info.xml este deschis și o definiție detaliată este disponibilă.
O parte din info.xml. Există și alte două fișiere XML: extra.xml și stats.xml.
Extra.xml conține informații suplimentare despre aplicații, cum ar fi descrierea completă. Fișierul "stats.xml" conține descărcările și evaluările la aplicațiile disponibile.

## Utilizare
Utilizarea Aptoide a fost raportată după cum urmează:
| Versiune Aptoide | Data                                | Utilizatori înregistrați | # Magazine | Aplicații diferite | Descărcări cumulative |
| ---------------- | ----------------------------------- | ------------------------ | ---------- | ------------------ | --------------------- |
| V8               | Lansare planificata: octombrie 2016 | NA                       | NA         | NA                 | NA                    |
| 6.5.2            | iulie 2015                          | 100,000,000              | 140,000    | 330,000            | 1580 M                |
| 6.3.0            | aprilie 2015                        |                          | 136,000    | 311,000            | 1424 M                |
| 6.2.3            |                                     |                          | 126,000    | 275,000            | 1276 M                |
| 5.0.0            | 20 martie 2014                      |                          |            |                    |                       |
| 4.1.3            | 22 iulie 2013                       | 1,300,000                | 350,000    | 120,000            | 380 M                 |
| 4.0.0            | 4 decembrie 2012                    | 500,000                  | 170,000    | 50,000             | 150 M                 |
| 2.7.1            | 2 august 2012                       | 200,000                  | 88,000     | 65,000             | 60 M                  |
| 2.7              | 19 iunie 2012                       | 107,000                  | 62,000     | 43,000             | 44 M                  |
| 2.6.2            | april 2012                          | 82,000                   | 51,000     | 34,000             | 32 M                  |
| 2.6.1            | 2martie 2012                        | 57,000                   | 36,000     | 19,000             | 22.9 M                |
| 2.6              | 20 ianuarie 2012                    | 42,000                   | 27,100     | 16,000             | 17.4 M                |
| 2.5.4            | 22 decembrie 2011                   | 34,000                   | 22,200     | 13,400             | 14 M                  |
| 2.5.3            | 2 noiembrie 2011                    | 21,000                   | 13,300     | 9,400              | 9.1 M                 |
| 2.5.2            | 22 septembrie 2011                  | 14,800                   | 10,300     | 7,700              | 6.8 M                 |
| 2.5.1            | 22 iunie 2011                       | 6,800                    | 3,500      | 4,000              | 2.1 M                 |
| 2.5              | 3 iunie 2011                        | 5,300                    | 1,200      | 3,100              | 2 M                   |
| 2.4.1            | mai 2011                            | 3,700                    | 1,600      | 2,000              | 1.5 M                 |